# Sidalcea
Sidalcea es un género de plantas con flores perteneciente a la familia  Malvaceae.

## Especies seleccionadas
- Sidalcea calycosa
- Sidalcea campestris
- Sidalcea candida
- Sidalcea diploscypha
- Sidalcea glaucescens
- Sidalcea hartwegii
- Sidalcea hendersonii
- Sidalcea hickmanii
- Sidalcea hirsuta
- Sidalcea malachroides
- Sidalcea malviflora
- Sidalcea neomexicana
- Sidalcea oregana
- Sidalcea pedata
- Sidalcea ranunculacea
- Sidalcea reptans
- Sidalcea robusta
- Sidalcea stipularis

- Datos: Q5219981
- Multimedia: Sidalcea / Q5219981
- Especies: Sidalcea